# Edikt von Amboise
Das Edikt von Amboise (französisch L’édit d’Amboise) sicherte den Hugenotten Frankreichs eine – an bestimmte Orte gebundene – freie Religionsausübung zu. Das am 19. März 1563 auf Schloss Amboise unterzeichnete Edikt besiegelte einen Vergleich, den Katharina von Medici und die Reformierten geschlossen hatten. Diese Kultusfreiheit wurde 1570 im Frieden von Saint Germain noch erweitert, obwohl die Hugenotten in den ersten drei (1562/63, 1567/68 und 1568–70) der insgesamt acht konfessionellen Bürgerkriege unterlegen waren. Ihnen wurden u. a. für die Dauer von zwei Jahren vier Sicherheitsplätze zugesprochen.

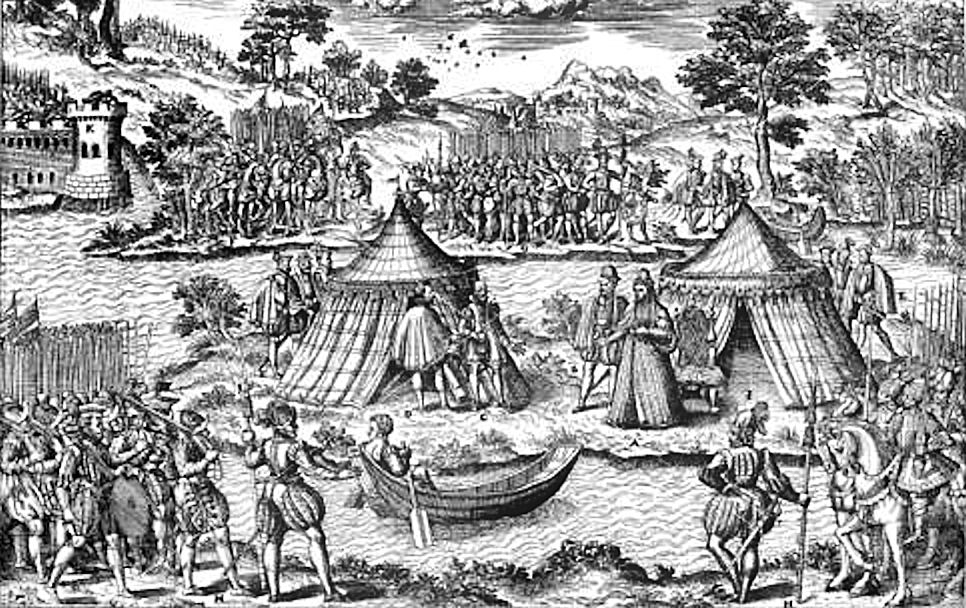
Edikt von Amboise, 1563

Der achte Hugenottenkrieg begann 1585, nachdem König Heinrich III. im Edikt von  Nemours alle den Hugenotten eingeräumten Rechte widerrufen hatte. Nach seiner Ermordung (1589) bestieg der Hugenotte Heinrich von Navarra den französischen Thron. Um die nationale Einheit und die Integrität Frankreichs zu wahren, trat er im Jahr 1593 zum Katholizismus über. Er räumte aber im Edikt von Nantes vom 13. April 1598 seinen früheren Glaubensgenossen freie Religionsausübung und eine politische Sonderstellung ein. Obwohl damit die Hugenottenkriege beendet waren, kam es nach dem Tod Heinrichs IV. im Jahr 1610 zu neuerlichen Verfolgungen, die erst mit der Französischen Revolution aufhören sollten.